# Alan Paton
Alan Stewart Paton (Pietermaritzburg, Natal, Sud-àfrica, 11 de gener del 1903 – Botha's Hill, Natal, Sud-àfrica, 12 d'abril del 1988) va ser un pedagog, polític i escriptor sud-africà, a més d'un reconegut activista anti-apartheid.

## Biografia

### Primers anys
Paton va néixer a Pietermaritzburg, a la província de Natal (actualment KwaZulu-Natal), essent el fill d'un funcionari de poca importància. Després d'assistir al Maritzburg College, va graduar-se en ciències a la Universitat de Natal, seguit per un diploma en educació. Després d'això, Paton va començar a treballar com a professor, primer a l'Ixopo High School, després al Maritzburg College. Mentre era a Ixopo va conèixer a Dorrie Francis Lusted, amb qui es va casar el 1928. Alan i Dorrie es van mantenir junts fins a la mort d'ella el 1967. La seva vida de casats està documentada en l'obra de Paton Kontakion for You Departed, publicada el 1969.

### Director al Diepkloff
Alan Paton va servir com a director del reformatori Diepkloof per a joves africans negres delinqüents des del 1935 fins al 1949, on va introduir un seguit de reformes molt controvertides en aquella època, incloses polítiques de dormitoris oberts, permisos de treball o visites de familiars. En un principi, els nois es trobaven en dormitoris tancats; si demostraven ser dignes de confiança, eren transferits a dormitoris oberts dins del complex. Els nois amb qui més es podia confiar podien accedir a permisos de treball a l'exterior. En casos excepcionals, alguns d'ells podien fins i tot residir fora de les instal·lacions, sota supervisió directe de la família. Menys del 5% dels 10.000 joves que van poder anar a casa durant els anys en què Paton va ser director del reformatori van trencar la seva confiança al no tornar.

### Cry, the Beloved Country
Paton va presentar-se com a voluntari per servir durant la Segona Guerra Mundial, però va ser rebutjat. Un cop acabada la guerra, l'educador sud-africà va emprendre un viatge, pagat per ell mateix, per visitar instal·lacions correccionals d'arreu del món. Així, va visitar Escandinàvia, Anglaterra, l'Europa continental, Canadà i els Estats Units d'Amèrica. Mentre es trobava a Noruega, Paton va començar a escriure la seva primera novel·la, Cry, The Beloved Country (en català, Plora, pàtria estimada), que va compondre en el transcurs d'aquest viatge, acabant finalment a San Francisco (EUA) el 1946. Allà hi va conèixer Aubrey i Marigold Burns, que van llegir el manuscrit i van trobar-li un editor: Maxwell Perkins, conegut per editar les novel·les d'Ernest Hemingway i Thomas Wolfe. En el transcurs de la dècada de 1950, Paton va publicar diverses novel·les més, enriquint-se considerablement gràcies a les vendes d'aquestes.

### Oposició a l'Apartheid

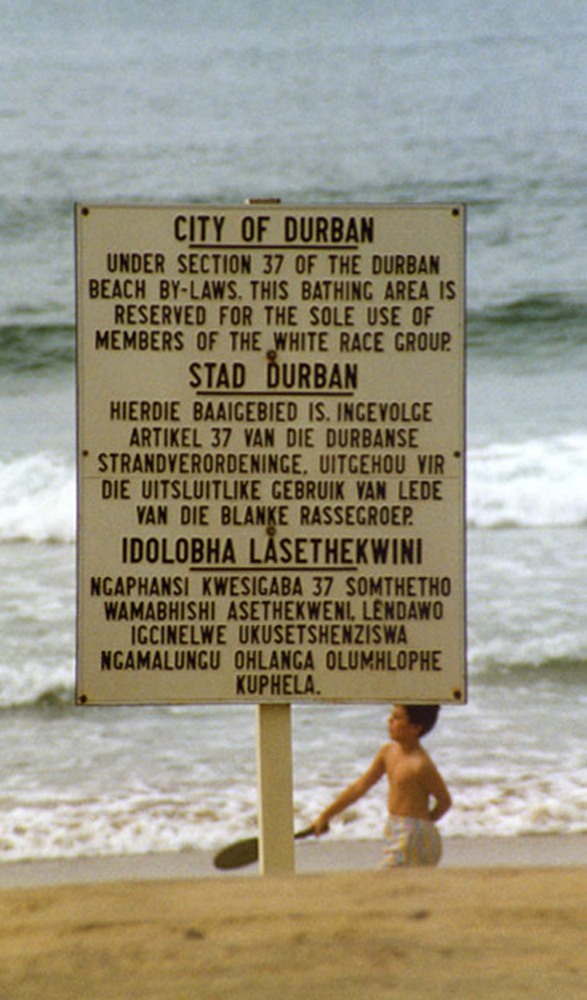
Cartell a una platja de Durban, Sud-àfrica l'any 1989. "Segons la secció 37 de les lleis de platges de Durban aquesta àrea de bany està reservada per a l'ús exclusiu dels membres del grup racial blanc".

El 1948, quatre mesos després de la publicació de Cry, The Beloved Country, el Partit Nacional va pujar al poder a Sud-àfrica. Amb Daniel Malan com a Primer Ministre, el govern sud-africà va iniciar tot un seguit de polítiques que es van conèixer posteriorment com a apartheid. El 1953, Paton va fundar el Partit Liberal, que havia de lluitar contra aquestes legislacions apartheid que havia introduït el Partit Nacional. Paton va ser-ne el President fins a la seva dissolució, per part del règim apartheid, a finals de la dècada del 1960, oficialment perquè els seus membres eren blancs i negres. Paton era amic de Bernard Friedman, fundador del Partit Progressista.
Diverses personalitats d'origen europeu (els blancs), com el mateix Paton, es van posicionar en contra de la nova administració; per exemple, el company escriptor de Paton, Laurens van der Post, que havia marxat a Anglaterra durant els anys '30 del segle xx, va ajudar el partit Liberal de diverses maneres. Van der Post sabia que la policia secreta sud-africana tenia coneixement de les transferències que entregava a Paton, però no ho podien frenar mitjançant procediments legals.
El 1957, en el context del Judici per Traïció contra 156 membres del Congrés Nacional Africà, el Congrés Indi de Sud-àfrica i el Partit Comunista de Sud-àfrica (entre els quals hi havia l'advocat Nelson Mandela), Alan Paton, juntament amb el bisbe Ambrose Reeves i Alex Hepple, van crear el Fons d'Ajuda a la Defensa en el Judici per Traïció. Aquest fons va estar administrat per Mary Benson, primer, i per Freda Levson després.
Paton va adoptar mesures pacífiques per protestar contra l'apartheid, així com molts altres membres del partit; tot i així, alguns companys del Partit Liberal van adoptar mesures violentes, motiu pel qual el partit va quedar estigmatitzat. El passaport de Paton va ser confiscat al seu retorn de Nova York, el 1960, quan tornava de presentar el Premi Llibertat d'aquell any. No li va ser retornat fins al cap de deu anys.
El divendres 12 de juny de 1964, abans d'anunciar-se el veredicte en el judici de l'Estat contra (Nelson) Mandela, Harold Hanson i el mateix Paton, en qualitat de president del Partit Liberal, van llegir una petició de clemència cada un; tot i que l'escriptor sud-africà no donava suport personalment a la violència, va manifestar que els acusats només havien tingut dues opcions: "ajupir el cap i sotmetre-s, o resistir-se a la força". A més a més, va afegir que el tribunal havia de mostrar-se clement, ja que, en cas contrari, el futur de Sud-àfrica es presentava desolador.
Paton es va retirar a Botha's Hill, on va viure fins a la seva mort. Va rebre l'honor de ser inclòs a la Sala de la Llibertat de l'Organització Internacional Liberal.

### Altres obres
Cry, The Beloved Country va ser filmada dues vegades (el 1951 i el 1995), i va ser la base per al musical de Broadway Lost in the Stars (adaptació de Maxwell Anderson, música de Kurt Weill). La segona i la tercera novel·les de Paton, Too Late the Phalarope (1953) i Ah, but Your Land is Beautiful (1981), així com els seus relats, Tales From a Troubled Land (1961), tracten la mateixa temàtica que la seva primera obra, és a dir, la problemàtica racial que es vivia al seu país.
Ah, but Your Land is Beautiful és un conjunt d'històries, cartes, discursos i gravacions de processos judicials, barrejant personatges de ficció i no ficció, com per exemple Donald Barkly Molteno, Albert Luthuli o Hendrik Verwoerd. La novel·la està catalogada com a ficció històrica, donant al lector una perspectiva molt consistent sobre el moviment de resistència a Sud-àfrica durant la dècada de 1960.
L'Alan Paton Award per obres de no-ficció se celebra anualment en honor seu.

## Principals obres
- Cry, The Beloved Country, 1948 – se n'han fet dues pel·lícules: una el 1951, dirigida per Zoltan Korda, amb un guió del mateix Paton; l'altra el 1995, dirigida per Darrell Roodt. També se n'ha fet un musical i una òpera. La traducció al català (Plora, pàtria estimada) es va publicar el 1964, i va ser realitzada per Ramon Planes.
  - Lost in the Stars 1950 – musical basat en l'anterior (llibret i lletra de Maxwell Anderson, música de Kurt Weill)
- Too Late the Phalarope, 1953
- The Land and People of South Africa, 1955
- South Africa in Transition, 1956
- Debbie Go Home, 1960
- Tales from a Troubled Land, 1961
- Hofmeyr, 1964
- South African Tragedy, 1965
- Sponono, 1965 (amb Krishna Shah)
- The Long View, 1967
- Instrument of Thy Peace, 1968
- Kontakion For You Departed, 1969 (també: For You Departed)
- Case History of a Pinky, 1972
- Apartheid and the Archbishop: the Life and Times of Geoffrey Clayton, Archbishop of Cape Town, 1973
- Knocking on the Door, 1975
- Towards the Mountain, 1980
- Ah, but Your Land is Beautiful, 1981
- Journey Continued: An Autobiography, 1988
- Save the Beloved Country, 1989
- The Hero of Currie Road: the complete short pieces, 2008[9]

## Curiositats
- El seu pare era abusiu, un dels motius pels quals Paton va odiar sempre l'autoritarisme.
- La seva novel·la “plora, pàtria estimada” es va vendre completament el primer dia de ser publicada el 1948; entre llavors i la seva mort, se'n van vendre 15 milions de còpies.
- Va ser un cristià devot tota la seva vida.
- Odiava la fam pel poder, i mai va perdre la fe en la decència, la tolerància i la humanitat dels seus companys sud-africans.
- Va morir de càncer al coll.